# Avatar (film, 2011)
Pour les articles homonymes, voir Avatar.
Avatar (en japonais アバター, Abatā) est un film japonais réalisé par Atsushi Wada, sorti en 2011 au Japon.

## Synopsis
Michiko a perdu son père quand elle avait dix ans dans un accident de voiture et vit seule avec sa mère, Kyoko. Victime de brimades, elle est forcée par les membres de sa classe de s'inscrire sur un site nommé "AvaQ", site où tout le monde possède un avatar. 
Mais très vite, Michiko devient accro à ce site et remporte même le prix du meilleur avatar. Peu de temps après, elle met en place un club avatar avec des masques à gaz, puis elle se fait même de la chirurgie plastique pour ressembler à son avatar. Elle devient plus belle, mais sa personnalité change également. 
Des élèves de son lycée se font assassiner et le nombre de membres de son club ne fait qu'augmenter ...

## Fiche technique
- Titre : Avatar
- Titre original :  アバター (Abatā)
- Réalisation : Atsushi Wada
- Scénario : Teruo Noguchi, Yusuke Yamada
- Photographie : Toru Hirao
- Musique : Eiki Ikari
- Production : Yosuke Kinoshita, Kazuki Nakamura
- Société de distribution : Uzumasa
- Pays d'origine : Japon
- Langue originale : Japonais
- Format : Couleur
- Genre : Épouvante-horreur, action
- Durée : 92 minutes
- Date de sortie :
  -  Japon : 30 avril 2011

## Distribution

### Acteurs principaux
- Ai Hashimoto : Michiko Abukumagawa
- Rikako Sakata : Taeko Awano

### Acteurs secondaires
- Haneyuri : Naomi Matsumoto
- Nako Mizusawa : Makoto Saionji
- Sano Kazuma : Hitoshi Yamanouchi
- Mizuki Sashide : Rie Katayama
- Mio Otani : Kariya Yuko
- Kayano Masuyama : Kyoko Irie
- Fumika Shimizu : Takami Yamane
- Mahiru Konno : Kyoko Abukumagawa
- Toranosuke Kato : Mizokuchi

### Invités
- Maya Okano : Misato Okazaki
- Kasumi Suzuki : Saki Kagawa
- Marin : Nao Honda
- Rena Nounen : Rin Okubo
- Yuki : Aya Hasebe
- Risa Takagi : Yuko Matsui
- Sayuri Otomo : Mamoru Endo
- Taku Suzuki : Ryoichi Oikawa
- Pepe Hozumi : Kozo Matsuda
- Yoko Oshima : Mitsuyo Matsuda
- Kenichi Takito
- Yoichi Nukumizu
- Kenichi Endo